# Auguste Jean-Gabriel de Caulaincourt
Auguste Jean-Gabriel de Caulaincourt (Caulaincourt, 16 settembre 1777 – Borodino, 7 settembre 1812) fu un nobile francese che combatté nell'esercito rivoluzionario e quindi in quello del Primo impero; ebbe anche incarichi diplomatici al servizio del re d'Olanda Luigi Bonaparte.
Era figlio del marchese Gabriel Louis de Caulaincourt e Anne Joséphine de Barandier de La Chaussée d'Eu, nonché fratello minore del generale Armand Augustin Louis de Caulaincourt.

## Biografia

### Carriera durante la rivoluzione
Entrò in servizio nel reggimento dei corazzieri del re il 14 giugno 1792 e venne nominato sottotenente con decreto del Comitato di salute pubblica l'8 germile dell'anno III (28 marzo 1795) per prestare servizio come aiutante di campo del generale Aubert du Bayet. Il 7 fruttidoro successivo (24 agosto) passò al 12º dragoni ed un decreto del Direttorio, esecutivo dal 1º piovoso del IV anno (21 gennaio 1796), divenne tenente nel 1º reggimento carabinieri e dal 9 piovoso del V anno (28 gennaio 1797) entrò a far parte del 21º dragoni con il grado di capitano.
Fu in tale inquadramento che partecipò alle battaglie di Ostrach e Stockach  (guerre della seconda coalizione): in quest'ultima costrinse alla ritirata due squadroni di ussari del barone austriaco Ernst von Blankenstein, uccidendone una ventina di uomini e catturando loro diciassette cavalli.
Combatté poi, al comando di due squadroni di cavalleria, agli ordini del generale Lecourbe nelle campagne militari in Tirolo e nei grigioni; fu il primo ad entrare nel Canton Svitto, dopo aver costretto alla ritirata il reggimento nemico di cavalleggeri di Toscana. Diede inoltre prova di capacità nella battaglia di Muttenthal. Durante la quale fu ferito da un colpo di lancia.
Inquadrato nel 1º reggimento dragoni il 28 frimaio dell'anno VI (18 dicembre 1797), prestò servizio nell'Armata d'Italia fino a partecipare alla battaglia di Marengo, nella quale si distinse per intrepidità, rimanendo ferito da un colpo di arma da fuoco.
Il 12 termidoro dell'VIII anno (31 luglio 1800) venne nominato comandante di squadrone del medesimo reggimento dal generale Andrea Massena. Il 24 piovoso seguente (13 febbraio 1801) si distinse occupando con soli 40 dragoni il paese di Vedelago, difeso da 400 uomini della fanteria austriaca, che catturò come prigionieri.
Promosso colonnello del 19º reggimento dragoni il 6 fruttidoro dell'VIII anno (24 agosto 1800), rientrò in Francia dopo la pace, nella 16ª divisione militare.
Il 19 frimaio del XII anno (11 dicembre 1803) divenne membro della Legion d'Onore ed il 25 pratile seguente (14 giugno 1804) ne divenne ufficiale.
Nel 1805 divenne aiutante di campo di Luigi Bonaparte, conservando tuttavia il comando del proprio reggimento.

### L'impero

Arma del barone dell'impero Auguste Jean Gabriel de Caulaincourt

Sempre al comando del medesimo reggimento nelle campagne in Austria e Prussia contro la terza coalizione, partecipò alla battaglia di Austerlitz, distinguendovisi al punto da ricevere la croce di commendatore della Legion d'Onore.
Quando Luigi Bonaparte fu proclamato re d'Olanda, egli lo seguì come suo aiutante di campo, ricevendo la promozione a generale di brigata il 10 agosto 1806.
Fu Gran Scudiero di re Luigi Bonaparte, maggior generale e poi ministro plenipotenziario olandese a Napoli. Nel 1808 rientrò nell'esercito francese con il grado di generale di brigata e divenne barone dell'Impero il 19 marzo di quell'anno, quando entrava con le sue truppe in Spagna.

### La campagna di Spagna
Fu quindi inviato con una colonna di armi diverse a reprimere una rivolta dichiarata nella provincia di Cuenca. Per punire un attentato commesso contro un ufficiale e il massacro di alcuni soldati francesi ad opera della popolazione, giunse di fronte a Cuenca il 3 luglio 1808, trovandovi a difenderla 4.000 spagnoli dotati di pezzi di artiglieria. Attaccò le posizioni spagnole con impeto, costringendole alla ritirata, s'impadronì della loro artiglieria, uccise da 7 ad 800 uomini, costringendo il rimanente a trovar rifugio sulle montagne. Dopo la battaglia di Bailén egli provvide a riportare le sue truppe a Madrid nonostante le sue vie di comunicazione fossero intercettate.
Combatté quindi ancora in Portogallo nella guerra d'indipendenza spagnola nel 1809 al seguito delle truppe del maresciallo Soult ottenendo successi tattici a Chaves ed a Braga. Si distinse poi nelle battaglie di Oporto ed in quella di Penafiel. Comandando l'avanguardia dei generali Delaborde e Loison a Villa Magna presso Amarante, affrontò con un solo battaglione del 17º fanteria leggera ed il 49º reggimento dragoni, un corpo d'armata portoghese forte di 7.000 uomini ed entrò alla rinfusa in Amarante, eliminando più di 700 nemici ed impadronendosi di due cannoni.
Quando il 12 maggio il generale Loison ritenne opportuno evacuare la città di Amarante, assegnò al generale Caulincourt il comando della retroguardia con tre battaglioni ed il 19º reggimento di dragoni. Caulincourt assolse molto bene al suo compito, fermando il nemico e facendo fallire tutti i suoi tentativi di attacco. Il talento militare dimostrato convinse il maresciallo Soult ad affidargli il comando dell'operazione di attraversamento del Tago. Questa riuscì rivelando ancora una volta le capacità tattiche di Caulincourt e la sua freddezza, che ebbe ragione, oltre che dei 10.000 spagnoli della fanteria che contrastavano l'operazione, anche di un attacco improvviso ed imprevisto di 4.000 uomini della cavalleria spagnola, che si supponevano impegnati presso Talavera de la Reina contro il maresciallo Claude-Victor Perrin. La battaglia si concluse con la fuga dei nemici e l'attraversamento con successo del fiume da parte dell'esercito francese.
L'imperatore Bonaparte nominò Caulaincourt generale di divisione il 7 settembre 1809, ed il 29 novembre gli assegnò il comando di cinque brigate di dragoni, costituenti la cavalleria dell'8º corpo dell'armata di Spagna. 

### La campagna di Russia
Rientrato in Francia il 15 febbraio 1810, fu insignito con il Gran Cordone dell'Ordine della Réunion e nominato conte dell'Impero.
Chiamato a partecipare alla campagna di Russia, fu nominato comandante del quartier generale imperiale il 7 luglio 1812 ed il 7 settembre successivo, durante la battaglia di Borodino, venne chiamato da Napoleone a sostituire il generale Montbrun, ucciso durante una carica, al comando del 2º corpo di cavalleria.
Appena investito del comando, gli venne ordinato di attaccare una divisione russa e di penetrare in una grande ridotta. Messosi alla testa della divisione di corazzieri del generale Wathier, condusse la carica che gli consentì di ottenere lo scopo, ma fu colpito mortalmente da un proiettile.
La sua salma venne inumata al Pantheon di Parigi ed il suo nome figura inciso sull'Arco di Trionfo di Parigi.
Fedele alla memoria del marito, la giovane vedova, Henriette Blanche d'Aubusson (1795 - Parigi, 5 dicembre 1835), non si maritò più.